# Stadtarchiv Wil
Das Stadtarchiv Wil ist das Archiv der politischen Gemeinde Wil im Kanton St. Gallen. Als Verwaltungsarchiv sichert es die städtische Überlieferung. Das Stadtarchiv ist der Stadtkanzlei und somit dem Bereich Finanzen und Verwaltung der Stadt Wil angegliedert.

## Aufgaben
Das Stadtarchiv Wil berät die Dienststellen der Stadt bei der Aktenführung und ist für die Umsetzung des Records Managements verantwortlich. Es sichert die städtische Überlieferung, indem es alle politisch, rechtlich, administrativ und historisch wertvollen Unterlagen, die städtisches Handeln widerspiegeln, auf ihre Archivwürdigkeit hin bewertet. Dadurch garantiert es die Nachvollziehbarkeit des Verwaltungshandelns und leistet somit einen wichtigen Beitrag zur Rechtssicherheit.
Zu seinen weiteren Kernaufgaben zählt die Erschliessung von Archivgut, sodass dieses der Öffentlichkeit zur Verfügung steht. Im Rahmen der Bestandserhaltung gewährleistet das Stadtarchiv die dauerhafte Erhaltung und Nutzbarkeit sowohl von analogen als auch von digitalen Unterlagen.
In seinen Beständen befinden sich auch Unterlagen von privaten Institutionen, Organisationen, Familien und Einzelpersonen, die für die Geschichte der Stadt und ihre Bevölkerung von Bedeutung sind.
Ausserdem betreibt das Stadtarchiv das digitale Stadtlexikon WilNet, eine Dokumentation zur Geschichte der Stadt Wil von der Frühgeschichte bis in die Gegenwart.

## Rechtliche Grundlagen
Die Benutzungsordnung für das Stadtarchiv vom 1. Mai 2024 stützt sich auf das Gesetz über Aktenführung und Archivierung (sGS 147.1) vom 19. April 2011 und die Verordnung über Aktenführung und Archivierung (sGS 147.11) vom 19. März 2019.